# Râul Largu, Bistrița
Râul Largu sau Râul Bolătău este un curs de apă, afluent al râului Bistrița în zona lacului de acumulare Izvorul Muntelui.

## Hărți
- Harta Munții Neamțului - Stânișoara  Arhivat în 22 iulie 2011, la Wayback Machine.